# 1638 Ruanda
Az 1638 Ruanda (ideiglenes jelöléssel 1935 JF) a Naprendszer kisbolygóövében található aszteroida. Cyril Jackson fedezte fel 1935. május 3-án, Johannesburgban.